# Unione Sportiva Virtus Lanciano 1929-1930
Questa pagina raccoglie i dati riguardanti l'Unione Sportiva Virtus Lanciano nelle competizioni ufficiali della stagione 1929-1930.

## Rosa
| N. |                   | Ruolo | Calciatore    |
| -- | ----------------- | ----- | ------------- |
|    | Italia (bandiera) | D     | Artesi        |
|    | Italia (bandiera) | C     | Bavazzano     |
|    | Italia (bandiera) | D     | Armando Bindi |
|    | Italia (bandiera) | D     | Cesare Cambi  |
|    | Italia (bandiera) | A     | Gino Cavani   |
|    | Italia (bandiera) | C     | Alberto Costa |

| N. |                   | Ruolo | Calciatore     |
| -- | ----------------- | ----- | -------------- |
|    | Italia (bandiera) | D     | Eugenio Grandi |
|    | Italia (bandiera) | P     | Lanci          |
|    | Italia (bandiera) | A     | Romolo Re      |
|    | Italia (bandiera) | A     | Lino Ricciuti  |
|    | Italia (bandiera) | C     | Righi          |